# Mat Hoffman
Mat Hoffman, Mathew T. Hoffman, född 9 januari 1972 i Edmond, Oklahoma, är en amerikansk cyklist. Han är ansedd som den bäste inom vert-ramp i sporten BMX's historia. Mat's smeknamn är "The Condor" och han äger Hoffman Bikes. Han medverkar som Sweaty Fat Fucks i Jackass: The Movie tillsammans med Bam Margera och Tony Hawk.